# Nazif
Nazif ist ein männlicher Vorname und Familienname.

## Herkunft und Bedeutung
Nazif ist ein arabischer und türkischer männlicher Vorname und Familienname arabischer Herkunft (arabisch نظيف) mit der Bedeutung „sauber, rein“; auch „anständig, korrekt“, der auch in mehreren Ländern Südosteuropas auftritt. Die türkische weibliche Form des Namens ist Nazife, mit der zusätzlichen Bedeutung „vornehm“.

## Verbreitung
Der Name kommt in Deutschland seit 2009 in den Hitlisten vor und gilt als mäßig beliebt. Von 2010 bis 2023 wurde er etwa 90 Mal vergeben. In der Schweiz tragen 152 Jungen den Namen (Stand 2023). In Österreich wird der Name seit 2004 in der Namensgebung berücksichtigt, bis 2023 wurde er insgesamt fünf Mal gewählt. Der Name kommt in den skandinavischen Ländern Dänemark, Norwegen und Schweden vor, aber nur selten. Seine Vergabe ist auch in Schottland und Kanada nachgewiesen.

## Namensträger

### Vorname
- Nazif Hajdarović (* 1984), bosnischer Fußballspieler
- Nazif Mujić (1970–2018), bosnischer Schauspieler
- Nazif Telek (1957–2007), deutscher Schriftsteller und Journalist kurdisch-türkischer Herkunft

### Zwischenname
- Ahmet Nazif Alpman, türkischer Diplomat
- Mehmet Nazif Gerçin (1901–1982), türkischer Fußballspieler
- Mehmet Nazif Günal (* 1948), türkischer Ingenieur und Unternehmer
- Ahmet Nazif Zorlu (* 1946), türkischer Unternehmer

### Familienname
- Ahmad Nazif (* 1952), ägyptischer Politiker, Premierminister von Ägypten (2004–2011)
- Süleyman Nazif (1870–1927), osmanischer Dichter, Journalist und Staatsbeamter